# König-Georg-Schacht

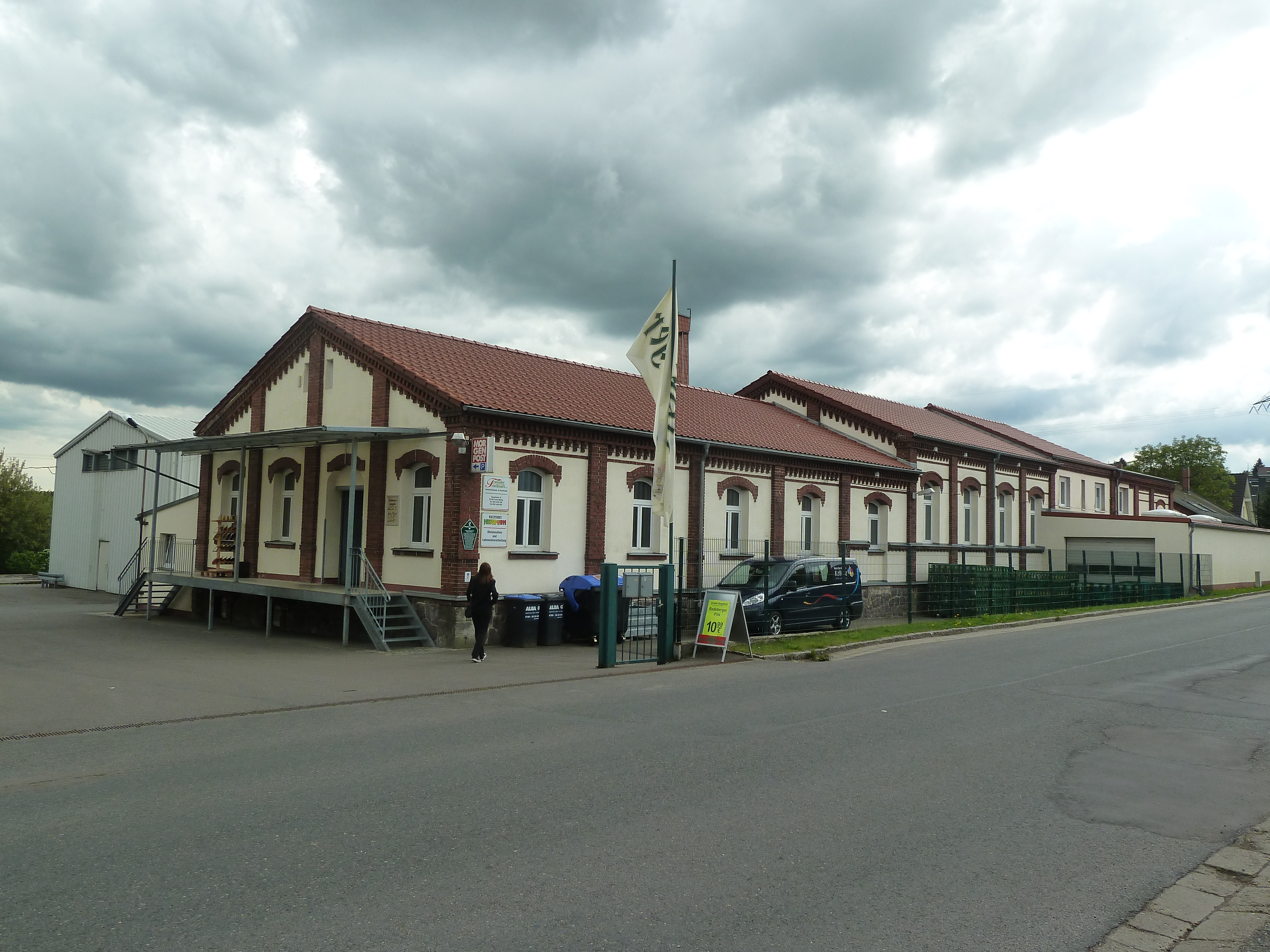
Maschinenhaus (2012)

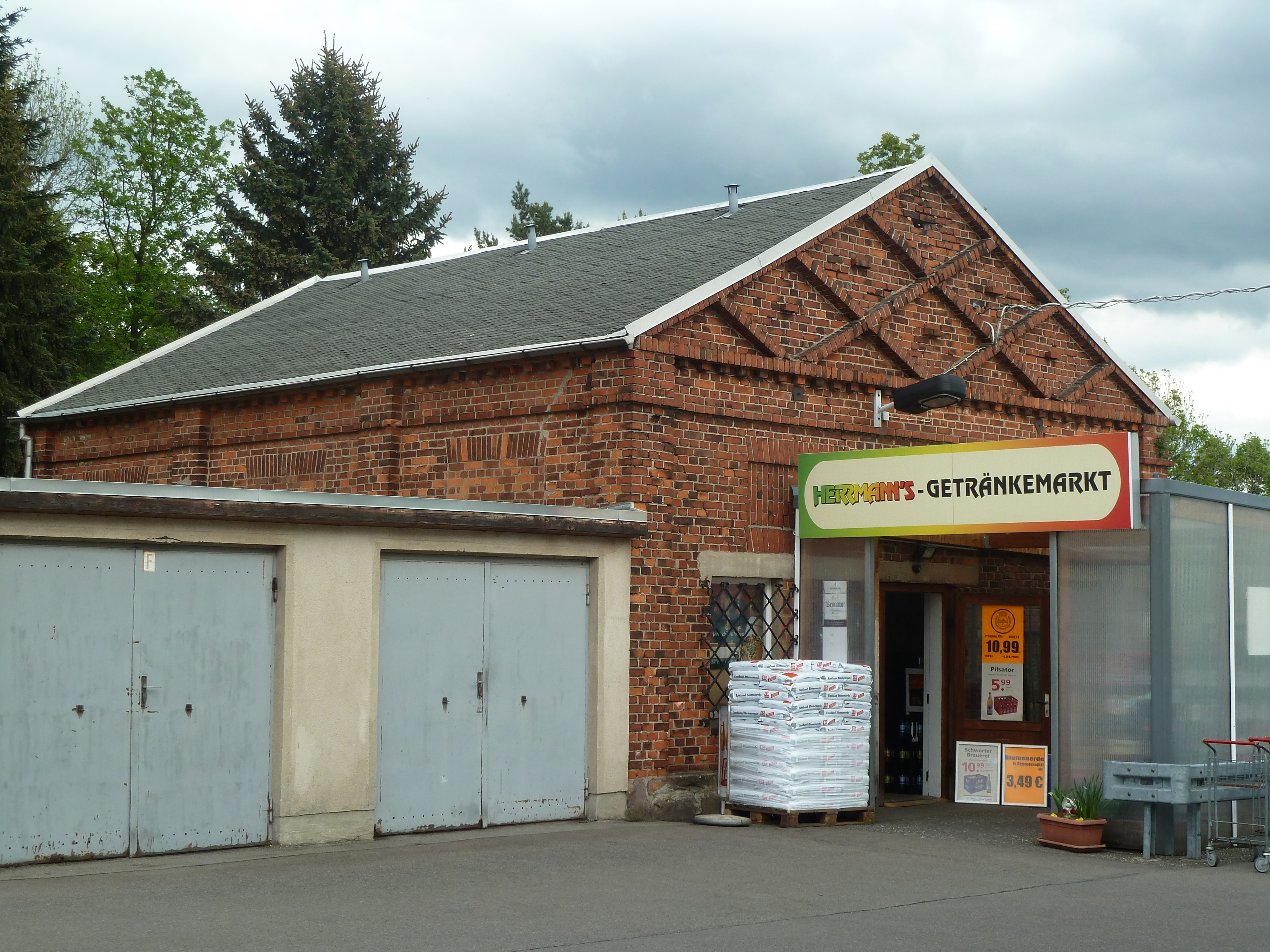
Nebengebäude (2012)

Der König-Georg-Schacht war eine Steinkohlengrube des Königlichen Steinkohlenwerkes Zauckerode im westlichen Teil der Steinkohlenlagerstätte des Döhlener Beckens auf Oberweißiger Flur. Er war mit 574,50 Metern Teufe der tiefste Schacht im Revier.
Der Schacht trug den Namen von König Georg von Sachsen.

## Geschichte
Das Königliche Steinkohlenwerk Zauckerode begann am 15. September 1902 bei 318,23 m NN mit dem Teufen eines Fahr- und Wetterschachtes. Die runde Schachtscheibe hatte einen lichten Durchmesser von 3,20 Metern und eine Fläche von 5,72 m2. Vor dem Teufbeginn waren schon das Kessel- und Maschinenhaus für die Teufmaschine, Badeeinrichtung, Mannschaftsgebäude, Werkstatt und Beamtenwohnhaus errichtet worden. Vom Oppelschacht wurde eine Elektroleitung zur Baustelle verlegt.
1903 wurde eine Teufe von 175,20 Metern erreicht. In einer Teufe von 91,00 bis 120,00 Metern wurden stark wasserführende Klüfte angefahren. Der Wasserzulauf betrug bis zu 700 m3 am Tag. Die Klüfte wurden mit Zement verpresst und damit der Wasserzutritt gestoppt. Die Schachtröhre wurde auf den ersten 25 Metern ausgemauert. Darunter erfolgte ein 0,25 Meter starker Betonausbau mit Hilfe einer Gleitschalung.
1904 erreichte die Teufe 289,90 Meter. Die zwischen 210,00 und 220,00 Metern angetroffenen Klüfte wurden wieder mit Zement verpresst. Eine Wasserhaltung war während des Teufens nicht notwendig.
1905 wurde eine Teufe von 415,50 Metern erreicht.
Im September 1906 wurde die Teufe bei 503,70 Metern eingestellt. Die Arbeitskräfte wurden im Winter zur Kohlegewinnung eingesetzt. Am 10. Juni 1906 erfolgte auf der XII. Hauptstrecke, vom Oppelschacht aus der Durchschlag bei einer Teufe von 481,50 Metern in den Schacht. Der König-Georg-Schacht, obwohl noch in der Teufe begriffen, diente jetzt als einziehender Wetterschacht.
Im Frühjahr 1907 wurden die Arbeiten wieder aufgenommen. Am 27. September 1907 wurde bei 556,00 Metern das 3,00 Meter mächtige 1. Flöz erreicht und Mitte Oktober 1907 bei einer Teufe von 562,00 Metern die Arbeiten eingestellt. Das im Schachttiefsten zusitzende Wasser wurde mit einer Pressluftpumpe bis auf die X. Hauptstrecke gehoben und dort dem Königin-Carola-Schacht zugeführt.
1908 wurden die dampfbetriebene Teufmaschine und das hölzerne Fördergerüst abgebrochen sowie das neue Maschinenhaus errichtet.
1909 wurde der 16 Meter hohe Seilscheibenstuhl von der Leipziger Firma Grohmann & Frosch aufgestellt. Die Fördermaschine lieferte die Maschinen und Motorenfabrik Friedrich Schmiedel aus Niederwürschnitz. Die elektrischen Teile der Maschine lieferte Siemens & Schuckert. Angetrieben wurde die Maschine von einem Gleichstrom-Nebenschlussmotor mit Leonardschaltung mit einer Leistung von 95 PS. Die Seiltrommel hatte einen Durchmesser von 4000 mm und eine Breite von 1750 mm. Es war die erste Fördermaschine ihrer Art im sächsischen Bergbau. Gefördert wurden auf einem zweietagigen Fördergestell 2 Hunte. Zur Stromversorgung wurde eine 1760 Meter lange Trasse vom Königin-Carola-Schacht zum König-Georg-Schacht gebaut.
1910 wurde der Schacht mit der Herstellung des Schachtsumpfes auf seine Endteufe von 574,50 Meter gebracht und das Füllort der XV. Hauptstrecke bei einer Teufe von 559,80 Metern angeschlagen. Am 1. Mai 1910 wurde die Seilfahrt zur XII. Hauptstrecke bei einer Teufe von 481,50 Metern aufgenommen. Die Seilfahrt am Oppelschacht wurde eingestellt und die Mannschaft zum König-Georg-Schacht verlegt.
Im Jahr 1918 riss bei der Mannschaftsseilfahrt das Unterseil ab. Das abgerissene Ende ging über 500 Meter in die Tiefe und durchschlug die Gestellseitenwand, dabei wurde ein Bergmann am Knie leicht verletzt.
Mit dem Gesetz vom 30. Januar 1924 wurde das Steinkohlenwerk Zauckerode rückwirkend zum 1. April 1923 dem Staatskonzern Aktiengesellschaft Sächsische Werke (ASW) unter der Bezeichnung Steinkohlenwerk Freital übertragen. Der Oberbergverwalter A. Wolf rationalisierte den Betrieb. Alle unwirtschaftlichen Abbauorte wurden eingestellt. Die Belegschaft wurde zwischen 1924 und 1928 fast halbiert, während das Kohleausbringen annähernd gleich blieb. Vor allem junge Bergleute wurden in die Braunkohlengruben Hirschfelde, Böhlen und Espenhain umgesetzt. In der Folge wurde der Betrieb des Schachtes eingestellt. Die verbliebenen Arbeitskräfte wurden auf den Oppelschacht und den Königin-Carola-Schacht verteilt.
Nach der Einstellung des Betriebes des Oppelschachtes am 30. Juni 1927 wurde die Belegschaft zum König-Georg-Schacht versetzt und dort der Betrieb wieder aufgenommen.
1931 wurde der König-Georg-Schacht mit einem Durchschlag auf der XV. Hauptstrecke, an das Grubenfeld des Königin-Carola-Schachtes angeschlossen. Im gleichen Jahr wurde die Seilfahrt bis zur XV. Hauptstrecke verlängert.
Mit der Konzentration des Betriebes auf den Königin-Carola-Schacht war der König-Georg-Schacht überflüssig geworden. Der Betrieb wurde im März 1937 eingestellt und der Schacht verfüllt.
Später war auf dem Gelände die Kelterei Herrmann angesiedelt, die zur DDR-Zeit als Betriebsteil des VEB Kelterei Lockwitzgrund firmierte.